# Hoplia clotildae
Hoplia clotildae är en skalbaggsart som beskrevs av Guido Sabatinelli 1983. Hoplia clotildae ingår i släktet Hoplia och familjen Melolonthidae. Inga underarter finns listade i Catalogue of Life.